# Saint-Firmin-des-Bois
Saint-Firmin-des-Bois là một xã của tỉnh Loiret, thuộc vùng Centre-Val de Loire, miền trung nước Pháp.